# Hard to Earn
Albums de Gang Starr
Daily Operation
(1992) Moment of Truth
(1998)
Singles
1. Suckas Need Bodyguards
Sortie : 1994
2. Mass Appeal
Sortie : 1994
3. DWYCK
Sortie : 1994
4. Code of the Streets
Sortie : 1994

Hard to Earn est le quatrième album studio de Gang Starr, sorti le 8 mars 1994.
Cet album marque une rupture avec les albums précédents. Il est en effet un album plus hardcore, avec des morceaux plus sombres dont certains sont assez agressifs (Suckas Need Bodyguards et Tonz 'O' Gunz en sont l'exemple). Cet album comporte également plus de collaborations avec des artistes tels que Jeru the Damaja et Lil Dap (ces deux derniers étaient déjà présents sur Daily Operation), le duo Nice & Smooth, Big Shug et Melachi the Nutcracker (qui forme avec Lil Dap le groupe Group Home).
Il s'est classé 2e au Top R&B/Hip-Hop Albums et 25e au Billboard 200.

## Liste des titres
| No  | Titre                                                        | Contient un (des) sample(s) de | Durée |
| --- | ------------------------------------------------------------ | --- | ----- |
| 1.  | Intro (The First Step)                                       | Scarlet Woman de Weather Report | 0:54  |
| 2.  | ALONGWAYTOGO                                                 | Just Us de Richard Pryor Snow Creatures de Quincy Jones Synthetic Substitution de Melvin Bliss Check the Rhime de A Tribe Called Quest | 4:13  |
| 3.  | Code of the Streets                                          | Synthetic Substitution de Melvin Bliss Little Green Apples de Monk Higgins Change the Beat (Female Version) de Beside | 3:29  |
| 4.  | Brainstorm                                                   | Community Auditions Theme de Dave Maynard Comic Strip de Mikey Dread | 3:02  |
| 5.  | Tonz 'O' Gunz                                                | Breakthrough d'Isaac Hayes Just to Get a Rep de Gang Starr Fire & Fury Grass Roots Speech (Side One) de Malcolm X | 3:55  |
| 6.  | The Planet                                                   | The Cuckoo de Taj Mahal It's All Because She's Gone de Steve Davis Holy War (Live) de Divine Force Lyte as a Rock de MC Lyte The Place Where We Dwell de Gang Starr | 5:16  |
| 7.  | Aiiight, Chill...                                            | Love and Happiness de Monty Alexander | 3:13  |
| 8.  | Speak Ya Clout (featuring Jeru the Damaja et Lil' Dap)       | Shack Up de Banbarra Cucumber Slumber de Weather Report Funk It Up de Caesar Frazier I'm the Man de Gang Starr featuring Lil' Dap & Jeru the Damaja Up Against the Wall de Quincy Jones The Jam du Graham Central Station                                                                           | 3:35  |
| 9.  | DWYCK (featuring Nice & Smooth)                              | Hey Jude de Clarence Wheeler and The Enforcers Synthetic Substitution de Melvin Bliss Eenie, Meenie, Miny, Moe (Traditionnel) No Bones in Ice Cream de Nice & Smooth Side One de Redd Foxx Funky for You de Nice & Smooth Bumpin' Bus Stop de Thunder and Lightning Step in the Arena de Gang Starr | 4:03  |
| 10. | Words From the Nutcracker (featuring Melachi the Nutcracker) | Journey From Within des Crusaders Long Red de Mountain Lock It in the Pocket de Grover Washington, Jr. | 1:28  |
| 11. | Mass Appeal                                                  | Raw de Big Daddy Kane Horizon Drive de Vic Juris You're a Customer d'EPMD Pass Da Mic de Da Youngsta's | 3:41  |
| 12. | Blowin' Up The Spot                                          | I'm the Man de Gang Starr featuring Lil' Dap & Jeru the Damaja | 3:10  |
| 13. | Suckas Need Bodyguards (featuring Melachi the Nutcracker)    | It Takes Two de Rob Base & DJ E-Z Rock Put Your Love (In My Tender Care) du Fatback Band | 3:57  |
| 14. | Now You're Mine                                              | Feel the Heartbeat des Treacherous Three Rock Box de Run–D.M.C. | 2:55  |
| 15. | Mostly tha Voice                                             | Bam Bam de Sister Nancy Hey! Last Minute des Meters You Gots to Chill d'EPMD Give It Up or Turnit a Loose de James Brown | 3:38  |
| 16. | F.A.L.A. (featuring Big Shug)                                | Get Up and Dance de Freedom Hard Like a Criminal de Das EFX | 4:17  |
| 17. | Comin' for Datazz                                            | Blind Alley des Emotions Here We Go (Live at the Funhouse) de Run–D.M.C. | 4:02  |

| 18. | Doe in Advance | Sweet Sticky Thing des Ohio Players Gotta Get Over (Taking Loot) de Gang Starr | 3:06 |